# Ваут Вегорст
Ваут Вегорст (хол. Wout François Maria Weghorst; Борне, 7. август 1992) је холандски професионални фудбалер који игра на позицији нападача за ЕФЛ Фудбалска лига Чемпионшип клуб Бернли и репрезентацију Холандије.
Вегорст је започео своју професионалну каријеру у другом рангу холандског фудбала са тада друголигашем Еменом. Потом је играо у Ередивизији са Хераклесом  из Алмелоа и АЗ, пре него што се придружио ВфЛ Волфсбургу 2018. Након што је постигао 70 голова у 144 утакмице за Волфсбург, преузео га је Барнли у јануару 2022. за хонорар од 12 милиона фунти. Након што је клуб испао из Премијер лиге, Вегорст је имао позајмице у турском суперлигашком клубу Бешикташ и Премијер лиги Манчестер јунајтеду.
Вегорст је једном наступио за репрезентацију Холандије до 21 године 2014. године, пре него што је дебитовао у сениорској репрезентацији у марту 2018. Представљао је Холандију на УЕФА Евро 2020. и Светском првенству 2022, где је постигао два гола у четвртфиналном мечу против Аргентине.

## Клупска каријера
Вегорст је започео своју професионалну каријеру у Емену. 10. августа, у мечу против Дордрехта, дебитовао је у Ерстедивизији. Дана 21. септембра, у мечу против Вендама, Воут је постигао свој први гол за Емена.
У лето 2014. Вегорст је прешао у Херакле а 9. августа, у мечу против АЗ, дебитовао је у Ередивизији за свој нови клуб. Дана 13. септембра, у мечу против Ајакса из Амстердама, Воут је постигао свој први гол за Херакла. На крају сезоне 2015/2016, Вегхорст је постао најбољи стрелац тима са 12 голова.
У лето 2016. Воут је прешао у АЗ, потписавши четворогодишњи уговор. Износ трансфера био је 1,5 милиона евра. У квалификационој утакмици за Лигу Европе против грчког ПАС-а, 28. јула, дебитовао је за нови тим.  а у мечу против Херенвена, 7. августа, дебитовао је за АЗ у шампионату. У истој утакмици, Вегхорст је постигао свој први гол за клуб. У утакмици Лиге Европе против ирског Дандалка, 24. новембра, постигао је гол.
Дана 26. јуна 2018. објављено је да Вегорст прелази у немачки Волфсбург. Износ трансфера износио је 10,5 милиона евра. У  мечу против Шалкеа 04, 25. августа, дебитовао је у Бундеслиги. У мечу против Бајера 04, 1. септембра, Воут је постигао свој први гол за Волфсбург. У мечевима против Фортуне Диселдорф и Аугсбурга постигао је по један хет-трик. Три узастопне сезоне Воут је био најбољи стрелац тима.
Почетком 2022. Вегорст је прешао у енглески клуб Барнли, потписавши уговор на 3,5 године. Износ трансфера је био 12 милиона фунти стерлинга. Дана 5. фебруара, у мечу против Вотфорда, дебитовао је у енглеској Премијер лиги а 19. фебруара, у мечу против Брајтон & Хов Албиона, Воут је постигао свој први гол за Барнли.
У лето 2022. Вегорст је на позајмици прешао у турски клуб Бешикташ а 6. августа, у мечу против Кајзериспора, дебитовао је у Турској Супер лиги. У мечу против Фатиха Карагумрука, 21. августа, Воут је постигао свој први гол за Бешикташ..
Он је 13. јануара 2023. године раскинуо уговор са Бешикташом, коме је исплаћена одштета у износу од 2,85 милиона евра. Истог дана Манчестер јунајтед је најавио Вегхорстову позајмицу до краја сезоне 2022/23. У утакмици Премијер лиге против Кристал Паласа, 18. јануара 2023. године, дебитовао је за нови тим. У утакмици ЕФЛ купа против Нотингем Фореста, 25. јануара, Воут је постигао свој први гол за Манчестер јунајтед..
У лето 2023. Вегорст је позајмљен Хофенхајму а већ 26. августа, у мечу против Хајденхајма, дебитовао је за нови тим. На утакмици против Штутгарта, 28. октобра, Воут је постигао свој први гол за Хофенхајмref>„Штутгарт vs. Хофенхајм  2:3” (на језику: енглески). Soccerway. 2023-10-25. Архивирано из оригинала 2023-10-29. г. Приступљено 2023-10-29.</ref>.

## Репрезентативна каријера
У пријатељској утакмици против Енглеске, 23. марта 2018, Вегорст је дебитовао за репрезентацију Холандије, заменивши Стефана де Врија у другом полувремену а 6. јуна 2021. у утакмици против репрезентације Грузије постигао је свој први гол за репрезентацију.
Вегорст је 2021. године учествовао на Европском првенству. На турниру је играо у утакмицама против репрезентација Украјине, Аустрије, Северне Македоније и Чешке. На утакмици против Украјинаца постигао је гол.
Вегорст је 2022. године учествовао на Светском првенству у Катару. На турниру је учествовао у утакмицама против репрезентација САД, Аргентине, Еквадора и Катара. У четвртфиналном мечу против Аргентинаца, Вегорст је ушао као замена у 78. минуту при резултату 0:2 и успео да постигне два гола у продужетку и изједначи резултат. Холандија је потом изгубила у извођењу пенала, Вегорст је свој једанаестерац искористио.
На квалификационом турниру за Европско 2024. постигао је три гола, код куће против Грчке и у гостима и код куће против Ирске.
На Европском првенству 2024. у Немачкој, у првом мечу репрезентације Холандије, ушао је као замена у 81. минуту и у 83. минуту постигао победоносни гол против Пољске (2:1) првим додиром у игри. Вегорсту је то био седми гол за репрезентацију у последњих девет месеци.